# Mariano Carlos Solano y Gálvez
Mariano Carlos Solano y Gálvez (Madrid, 20 de maig de 1858 – ibídem, 6 de febrer de 1910), cinquè marquès de Monsalud, va ser un aristòcrata, historiador i col·leccionista arqueològic espanyol.

## Biografia
Va néixer a Madrid el 20 de maig de 1858, fill de Carlos José Solano San Pelayo y Ortiz de Rozas, gentilhombre de cambra de Sa Majestat, i de María Teresa Gálvez Villalpando, cambrera de la Reina.
De la seva primera infància a Madrid hi ha poques dades biogràfiques. Entre finals dels seixanta i entrats els setanta va estudiar a Brussel·les en el col·legi jesuïta de Saint Michel, i després va estudiar en la Universitat de Lovaina, regida també pels jesuïtes.
En morir el seu pare, hereta el títol de Marquès de Monsalud, successió que es data en el 9 de febrer de 1886. Des de llavors ve a viure a Almendralejo juntament amb la seva mare, al Palau de Monsalud. La seva vida en el palau va ser bastant tranquil·la en companyia de la seva mare, i ni tan sols es va decidir a abandonar Almendralejo quan va ser nomenat membre de nombre de la Reial Acadèmia de la Història.
A terres extremenyes va desenvolupar el seu afany de col·leccionista i estudiós de la història. El que va començar sent un grapat d'objectes sense gran significació que queien en el seu poder de forma més o menys accidental, va passar a ser amb el temps, fruit de la seva apassionada recerca, una autèntica col·lecció de peces arqueològiques, coneguda des de llavors fins ara com a Col·lecció Monsalud d'Almendralejo, si bé el que avui hi ha no són sinó restes escasses.
De vital importància per conèixer la seva personalitat i els seus treballs és la correspondència que manté amb el pare Fidel Fita, jesuïta català de gran erudició, publicada el 1997 per Luis García Iglesias .
El pare Fidel Fita va ser el seu valedor per al seu ingrés en la Reial Acadèmia de la Història, que es va produir el 2 de desembre de 1898, quan va cobrir la vacant deixada per Vicente Barrantes Moreno. En el seu ingrés va pronunciar un discurs titulat «Arqueología romana i visigótica de Extremadura».
Segons Mallón y Marín, implacables crítics de la figura del Marquès de Monsalud, la seva obra literària és escassa, tant en quantitat com en qualitat. Es conserva el seu discurs d'ingrés en l'Acadèmia i les seves col·laboracions en la Revista de Extremadura i al Boletín de la Real Academia de la Historia.
Mallón y Marín, en el seu llibre Las inscripciones publicadas por el Marqués de Monsalud (1951), venen a negar qualsevol fiabilitat als treballs de Monsalud. No obstant això, a partir de 1970, comença a produir-se'n certa reivindicació a partir d'un article publicat per Carlos Callejo a la Revista de Estudios Extremeños.
Però tal vegada el més important de la figura del Marquès de Monsalud no va ser la seva obra impresa, sinó l'haver salvat de l'oblit i de la destrucció infinitat de monuments, objectes i documents epigràfics, la coneguda com a Col·lecció Monsalud.
El Marquès de Monsalud va morir a Madrid, el 6 de febrer de 1910. No va deixar testament atorgat, i la successió dels seus títols i propietats es va fer d'acord amb les previsions legals ordinàries: la seva mare era hereva de tot el que deixava. La Marquesa va morir poc després, el 1911, deixant com a hereu Carlos Solano y Adán de Yarza, a qui imposava «l'obligació de concloure les obres traçades pel finat fill de la testadora, senyor Marquès de Monsalud, al palau d'Almendralejo, conformement a les instruccions que ha deixat el mateix, així com la instal·lació de les antiguitats i la col·locació de tots els objectes del Museu, una vegada acabades les obres pendents».
Però el nou propietari del palau no va respectar aquestes condicions. El palau va quedar deshabitat i la seva col·lecció va començar a sofrir pèrdues. El que quedava de la Col·lecció Monsalud va passar el 1930 a poder del llibreter barceloní Rafael Casulleras, i només una part va poder ser salvada per l'Administració de l'Estat i incorporada al Museu Arqueològic Nacional de Madrid. Una part limitada va quedar a Almendralejo, que és la que actualment s'exposa com a Col·lecció Monsalud en el Convent de San Antonio de la ciutat. Aquesta col·lecció està formada unes vuitanta peces, dels períodes romà, visigot i àrab.